# Autobus guidé
Les bus guidés sont des bus dirigés partiellement ou tout au long de l'itinéraire par des moyens externes, généralement en site propre. Les voies sont généralement parallèles à une route existante, excluent tout autre trafic et permettent ainsi d'alléger des axes lourdement utilisés pendant les heures de pointe.
Les systèmes de guidage peuvent être par contact, comme les bordures de trottoir, ou distants, optiques ou par onde radio.

## Roues de guidage

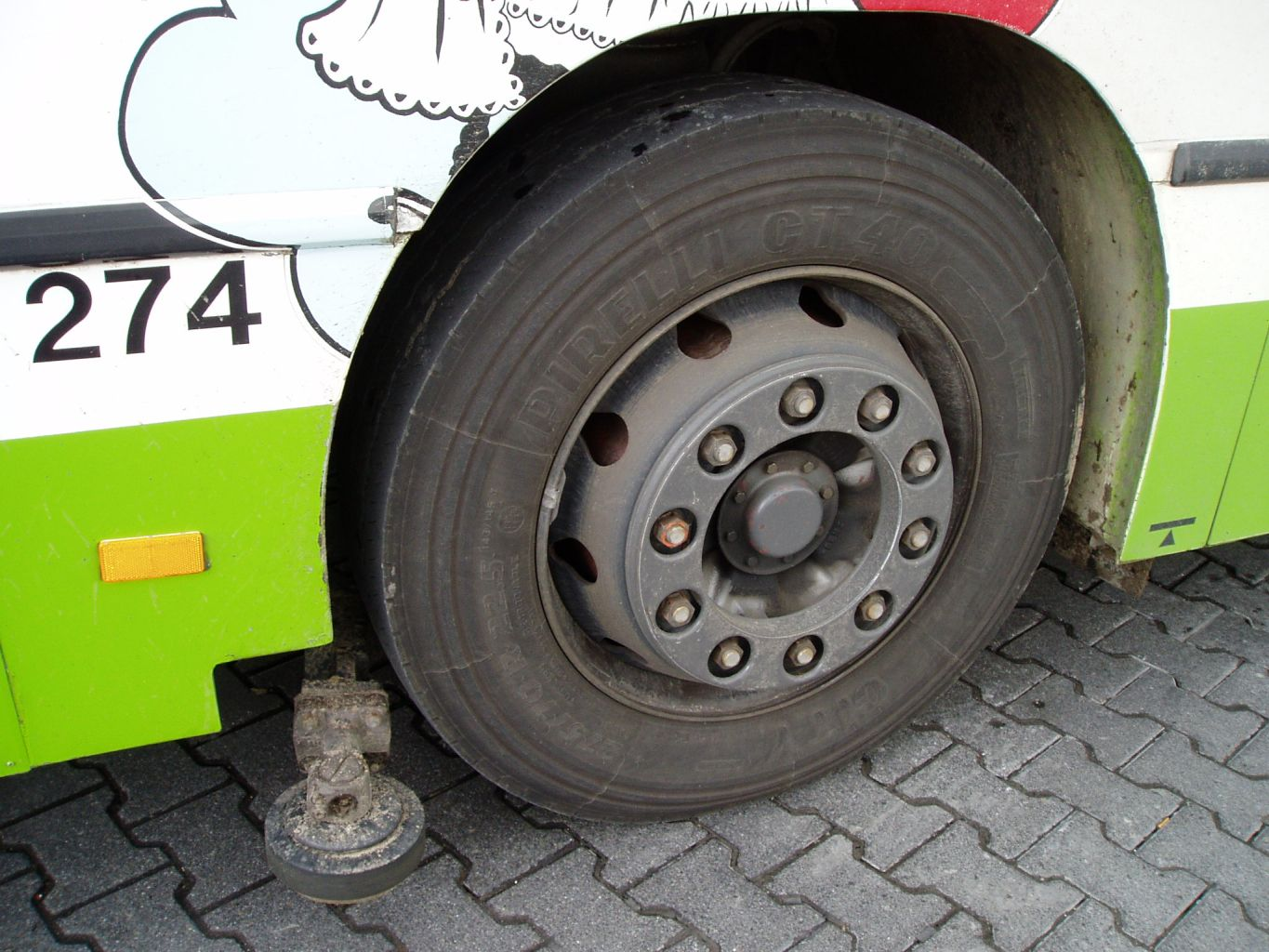
Une des roues de guidage d'un bus Mercedes-Benz O 405 guidé à Mannheim (Allemagne).

Certains bus sont guidés par des bordures de trottoir, touchant les petites roues attachées au bus.

### Dans le monde
La ville d'Essen en Allemagne a été la première à adopter des lignes d'autobus guidé, à partir de 1980 en essai, puis à partir de 1985 sur une ancienne ligne de tramway sur une distance de 3,5 km sur la bande médiane de l'autoroute A40 entre Steeler Straße et Essen-Kray. Cette ligne est toujours exploitée, aujourd'hui avec des Mercedes-Benz Citaro G. Autre particularité du système d'Essen était l'exploitation en trolleybus, en partie en partageant le tunnel des tramways entre les stations Porscheplatz et Berliner Platz.
Seulement quelques exemples existent actuellement. Le bus guidé le plus long dans le monde est l'O-Bahn Busway d'Adelaïde, qui fonctionne avec un succès raisonnable depuis le milieu des années 1980.
Un certain nombre de bus guidés fonctionnent actuellement au Royaume-Uni. Ils sont à :
- Ipswich (Kesgrave) - ouvert en 1995.
- Leeds (A61 Scott Hall Route) - ouvert en 1995.
- Leeds (A64 York Road et A63 Selby Road) - ouvert en 2001.
- Bradford (A641 Manchester Road) - ouvert en octobre 2001.
- Crawley (Southgate Avenue) - ouvert en août 2003.
- Crawley (london Road) - ouvert en décembre 2004.
- Édimbourg (Fastlink - Stenhouse à Broomhouse) - ouvert en décembre 2004.

Il y avait un bus guidé à Birmingham, le Tracline 65, d'une longueur de 600 mètres mais il eut une courte existence et son activité cessa en 1987.
Le bus guidé du Cambridgeshire a rencontré une opposition locale, avec des campagnes comme CAST.IRON, préconisant la réouverture de la ligne de chemin de fer de Cambridge à Saint-Ives. Cependant en décembre 2005 un arrangement a été trouvé et le financement a été confirmé fin juin 2006. La construction a commencé en janvier 2007 et le Conseil du Comté dit que le service « commencera à transporter des passagers à la fin 2008 ».
À Mannheim en Allemagne, de mai 1992 à septembre 2005, le bus guidé a partagé l'alignement du tramway pour quelques centaines de mètres, ce qui a permis au bus d'éviter un axe encombré dans un emplacement où l'implantation d'une voie supplémentaire était impossible. Il a cessé d'exister, comme la majorité des bus adaptés avec des roues guideuses, et a été retiré pour des raisons d'âge. Il n'est pas envisagé de convertir les bus plus récents.
À Nagoya, la ligne Yutorīto parcourt 6,5 km sur un viaduc dans le nord de la ville.

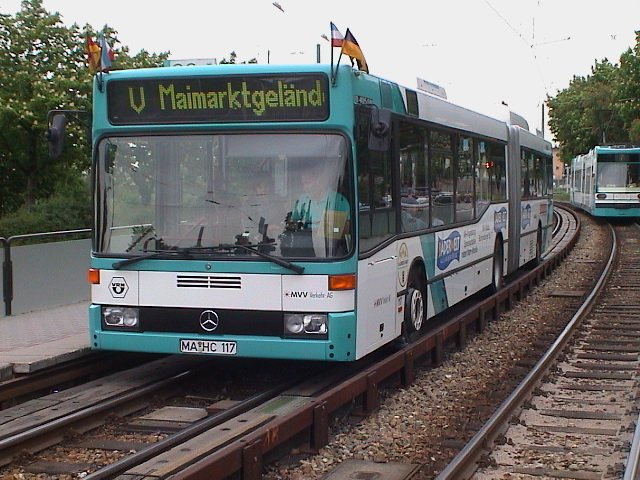
Bus Guidés partageant l'alignement du tram sur une courte distance à Mannheim (Allemagne) - 2003.
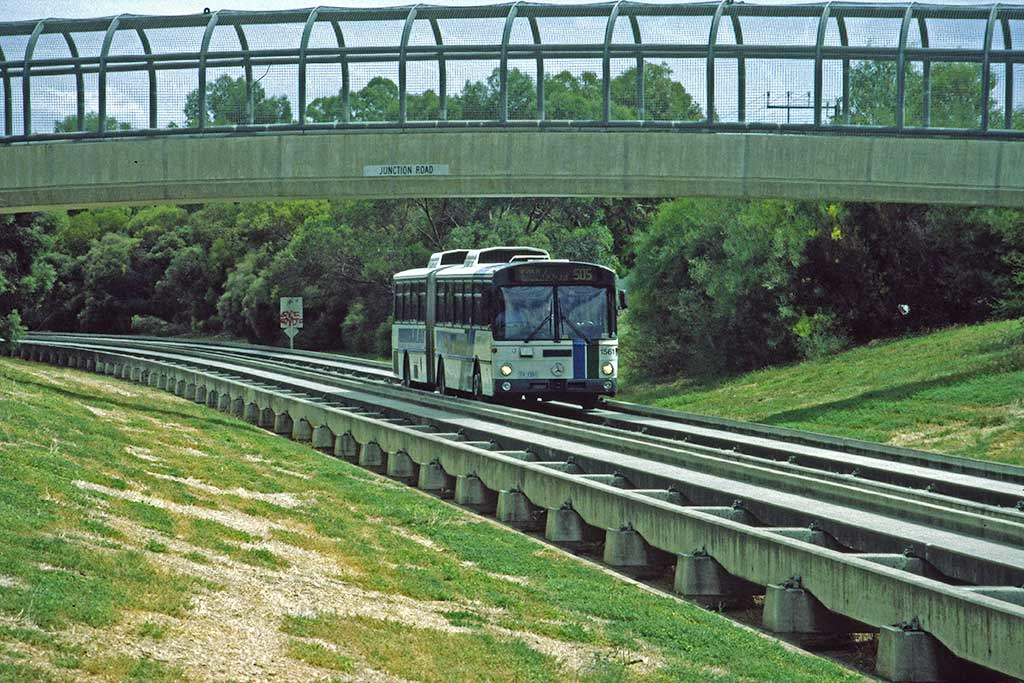
O-Bahn d'Adélaïde (Australie).
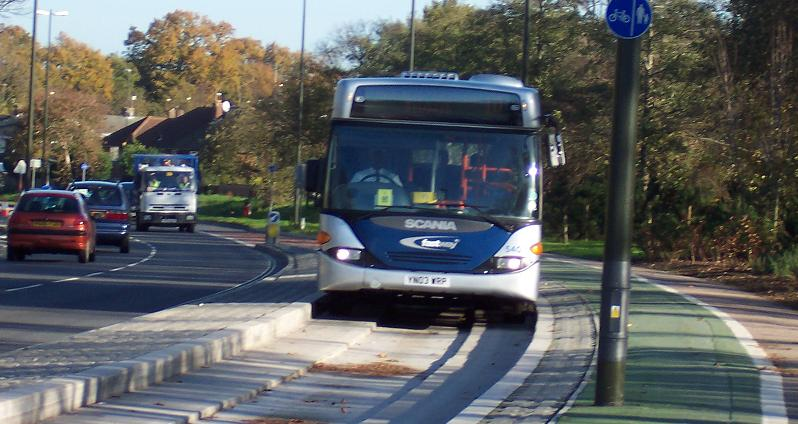
Fastway sur une voie guidée sur Southgate Avenue, Crawley (Angleterre).

## Guidage optique

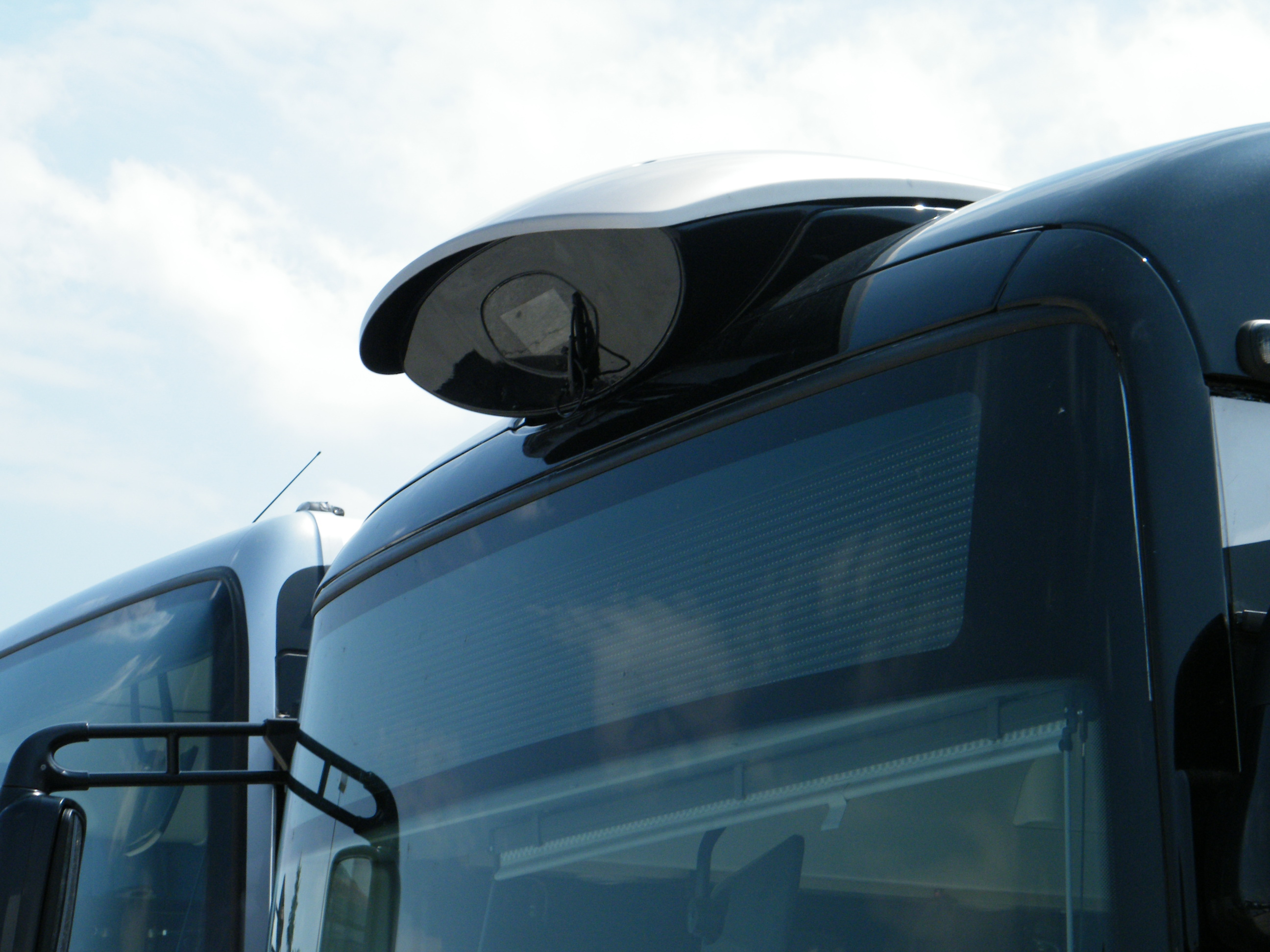
Vue de l'équipement lisant le marquage au sol afin de guider le véhicule. Ici, sur un Irisbus Citélis 18.

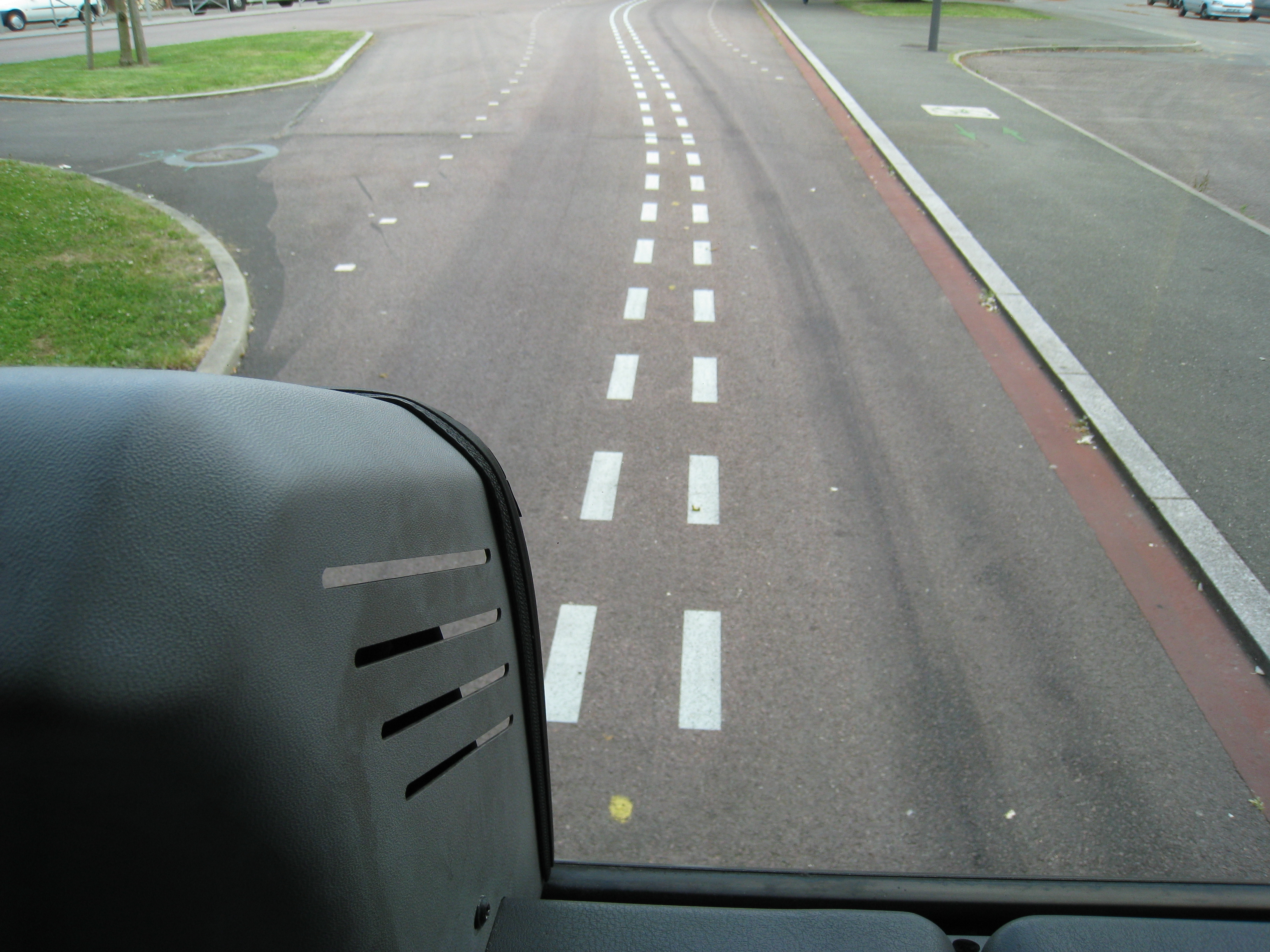
Marquage lu et interprété par un guidage optique sur un véhicule TEOR à Rouen.

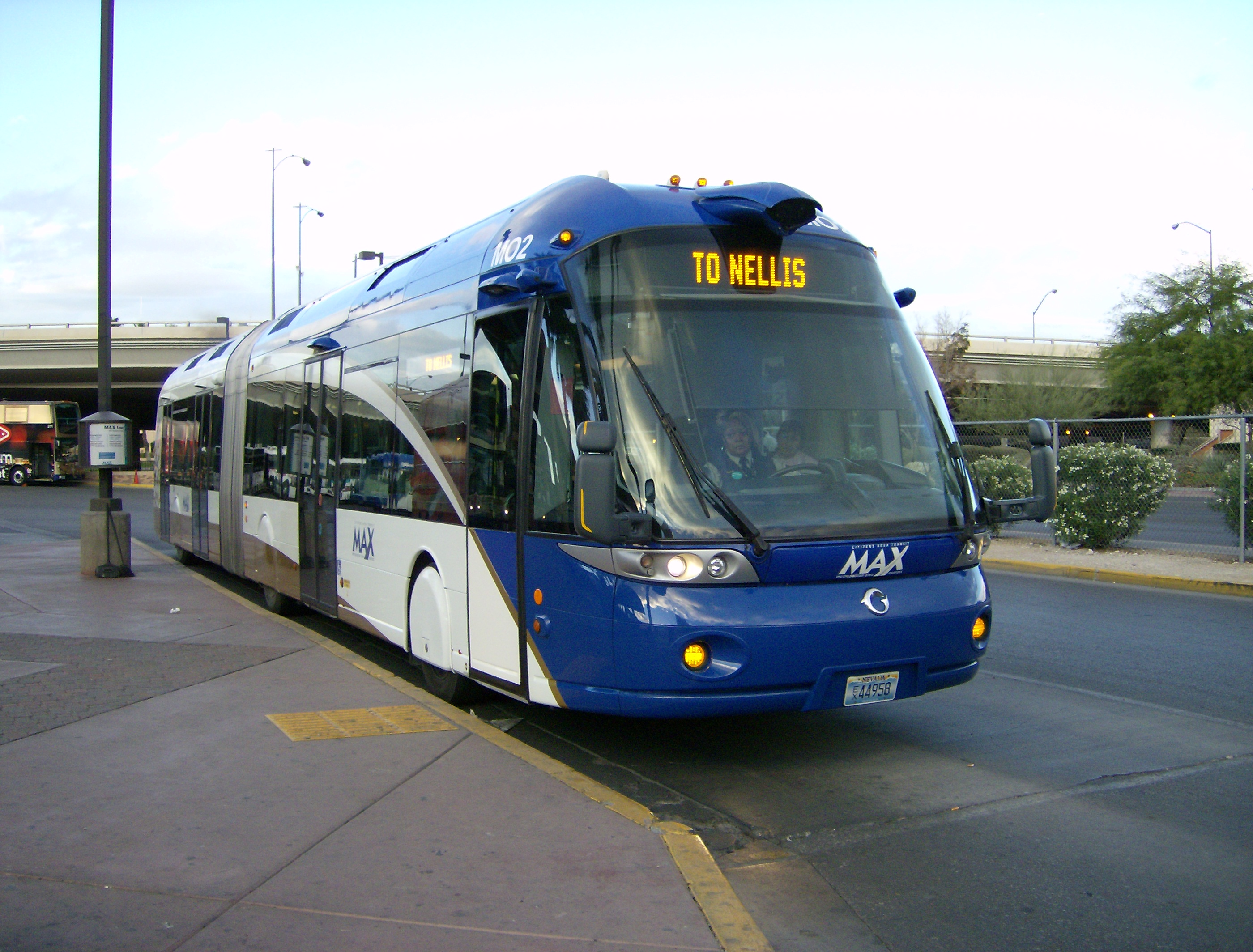
Bus à guidage optique de technologie Civis à Las Vegas (États-Unis).

Le guidage optique repose sur le principe du traitement de l'image. Une caméra lit devant le véhicule le marquage peint sur la chaussée et matérialisant la trajectoire optimale. Les informations recueillies sont traitées par un microprocesseur pour agir sur la direction du véhicule.
En France, la société Irisbus a déjà équipé les villes de Clermont-Ferrand et Rouen avec un bus guidé à guidage optique, appelé Civis. La société commercialise ce modèle sous le nom de tramway Civis bien qu'il soit réellement un bus guidé et non un tramway ou un tramway sur pneumatiques.
Actuellement les bus à guidage optique (guidage Siemens Optiguide) sont des bus Agora et Citelis. Cette technologie de guidage équipe également des trolleybus Civis à Castellón (Espagne).

## Guidage magnétique
Le guidage magnétique (ou magnéto-électronique) fonctionne sur le modèle APTS Phileas de VDL, grâce à un guidage informatique par programmation informatique d'itinéraire. Ce système de guidage entre en complémentarité avec le système de guidage magnétique, utilisant des plots magnétiques implantés dans le sol, sur un tracé spécifique. Des capteurs sous le véhicule détectent la présence de plots (de 15 mm de diamètre et 30 mm de hauteur) implantés tous les 4 à 5 mètres sur le parcours préalablement enregistré dans l'ordinateur, qui corrigent en permanence la bonne position du bus dans son environnement. Sur certains modèles et avec certains réglages, le système peut-même gérer la vitesse sur une voie réservée, rendent le véhicule totalement autonome vis-à-vis du conducteur.
Ces deux modes de guidage offraient l'avantage d'augmenter la vitesse commerciale, et de permettre un accostage précis aux arrêts, avec une approche "en crabe". Les véhicules possèdent une motorisation hybride, et sont déclinés en version 18 mètres, 24 mètres et 26 mètres (à l'étranger uniquement). Néanmoins, les concepteurs des véhicules se heurtèrent à de nombreux problèmes d'homologation, ce qui stoppa sa commercialisation en France, et progressivement à l'étranger.
Le système Phileas n'a été commercialisé en France qu'à Douai, qui l'a inauguré en 2018. Mais à la suite de nombreuses failles techniques et à l'impossibilité d'homologation du système de guidage, il n'aura circulé que pendant 4 ans, en mode manuel seulement, malgré la présence des plots de guidages. Il est remplacé par un BHNS classique en 2014.

## Lignes de contact aériennes
Le trolleybus n'est pas un bus guidé, les lignes de contact aérien qui servent à alimenter le moteur électrique du véhicule ne le guident nullement : c'est le conducteur qui guide son véhicule, en tournant un volant, tout comme sur un simple bus. S'il est inattentif, il peut se produire un décablage. La seule différence avec le bus vient de l'arrivée de l'énergie, par perches articulées dans le trolleybus, et par réservoir de carburant dans le bus.

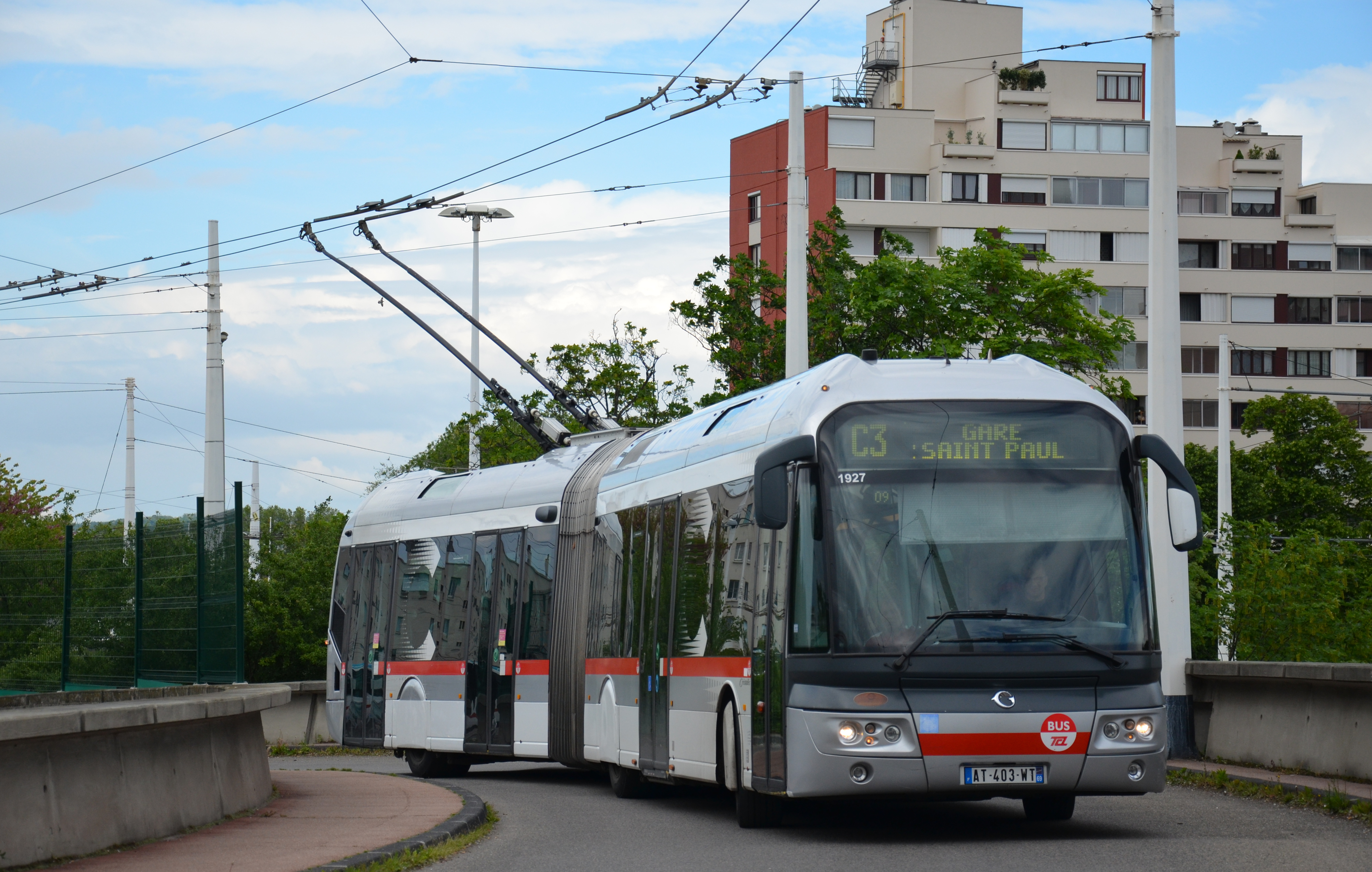
Trolleybus articulé Irisbus Cristalis sur la ligne C3 Lyon.
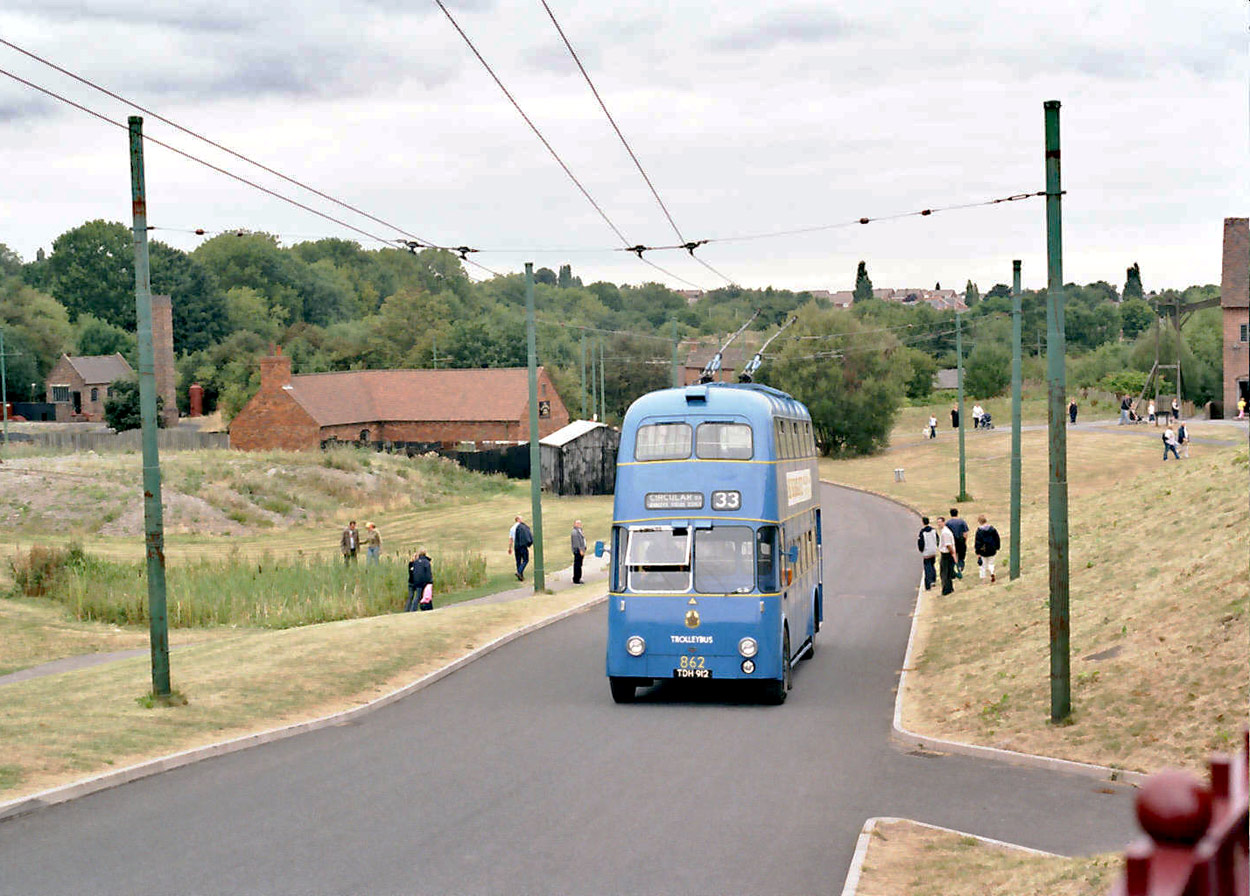
Trolleybus à étage au Black Country Living Museum.
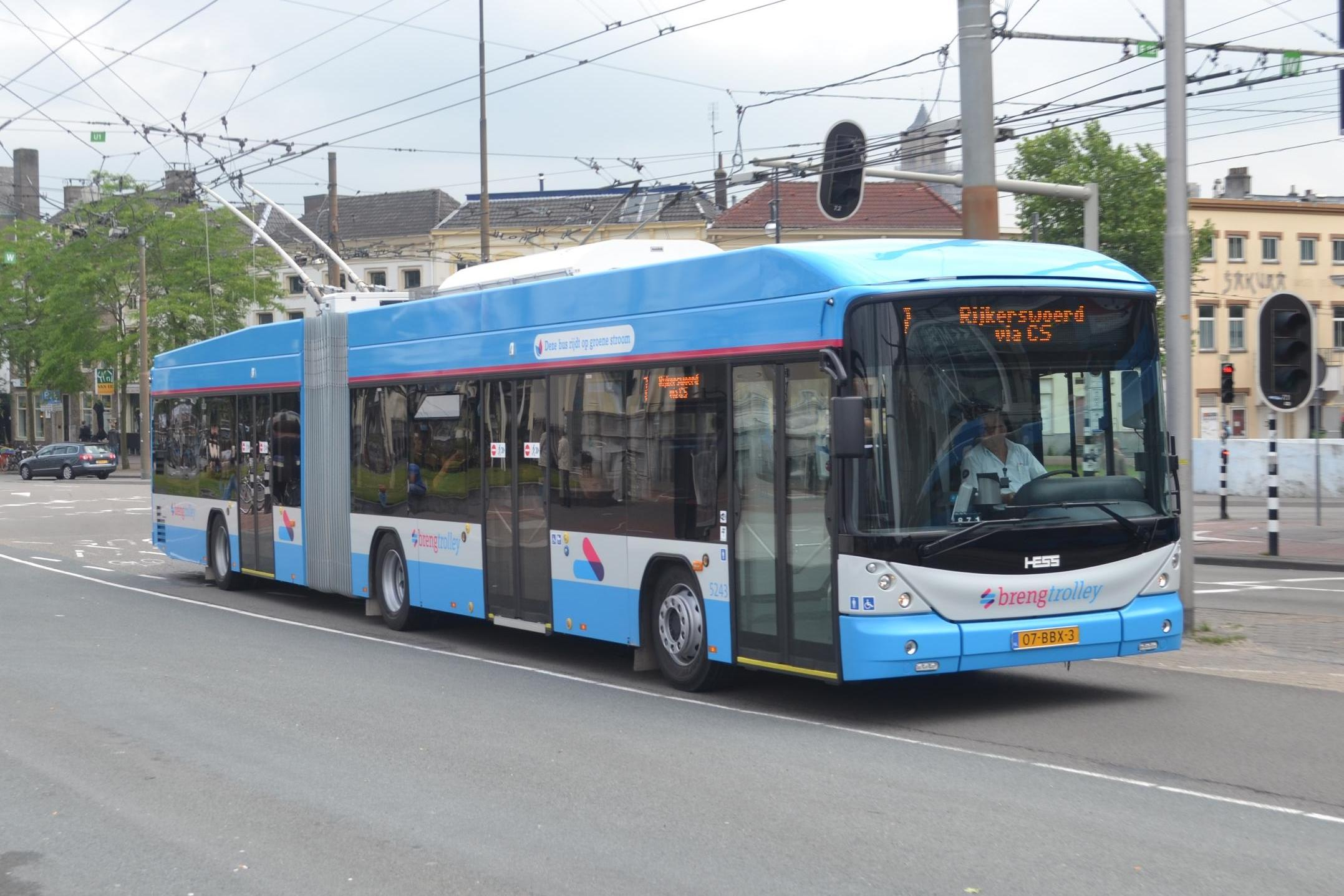
Trolleybus articulé, à Arnhem (Pays-Bas).
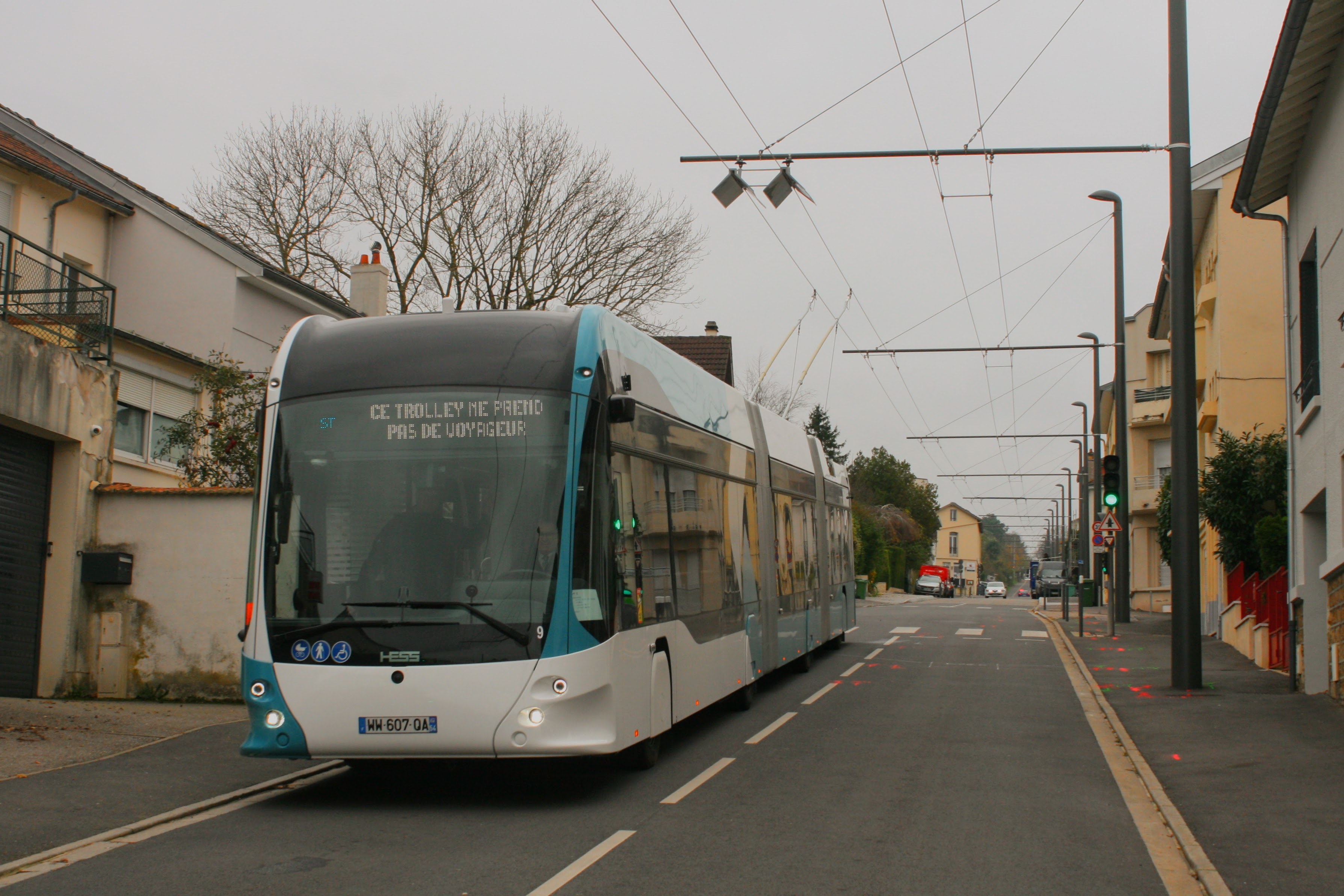
Trolleybus bi-articulé de Nancy, en essais.

## Par rail central et caisse similaire à un tramway

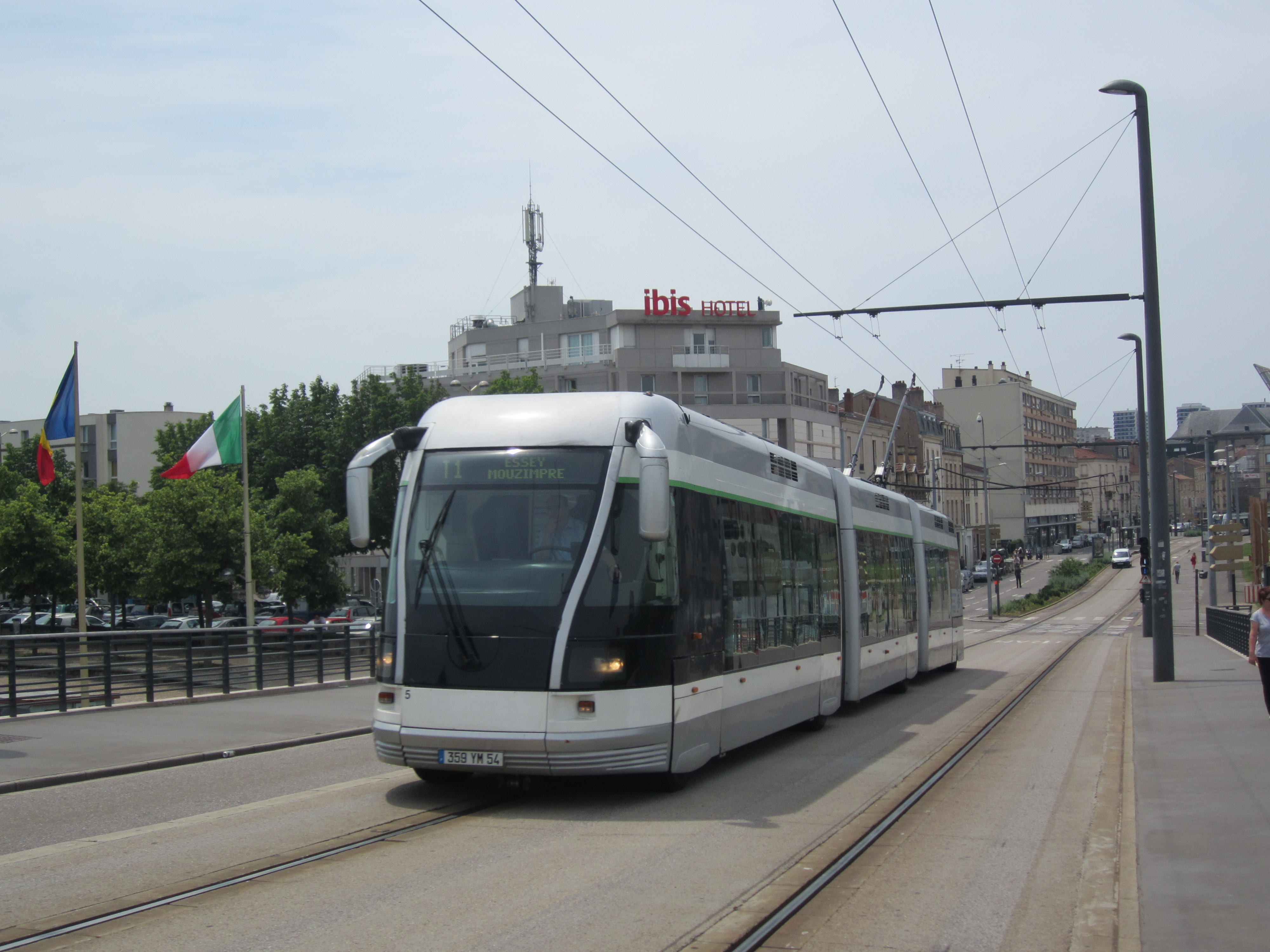
Un TVR du réseau Stan à Nancy.

Un hybride de bus et de tramway, sorte de « bus guidé », le tramway sur pneu, a été étudié par l'ancienne société belge La Brugeoise et Nivelles vers 1985, puis développé par Bombardier peu avant 2000. C'est un véhicule ayant l'apparence d'un tramway, mais s'apparentant techniquement beaucoup plus à un bus à haut niveau de service bi-mode. Il est capable de rouler guidé par des galets à double boudin engagés sur un rail central, ou bien sur une voirie banale. Il existe en deux versions en service commercial : 
- avec pantographe, ce qui ne lui permet pas l'alimentation électrique s'il n'est pas guidé (version de Caen de 2002 à 2017). La ville a décidé de réformer son matériel en 2017 afin de le remplacer par un tramway fer ;
- avec perches de trolleybus, qui lui permettent de s'affranchir du guidage en périphérie urbaine, sans perdre l'alimentation électrique (version de Nancy) le réseau a déjà prévu de remplacer son tramway par des trolleybus nouvelle génération.

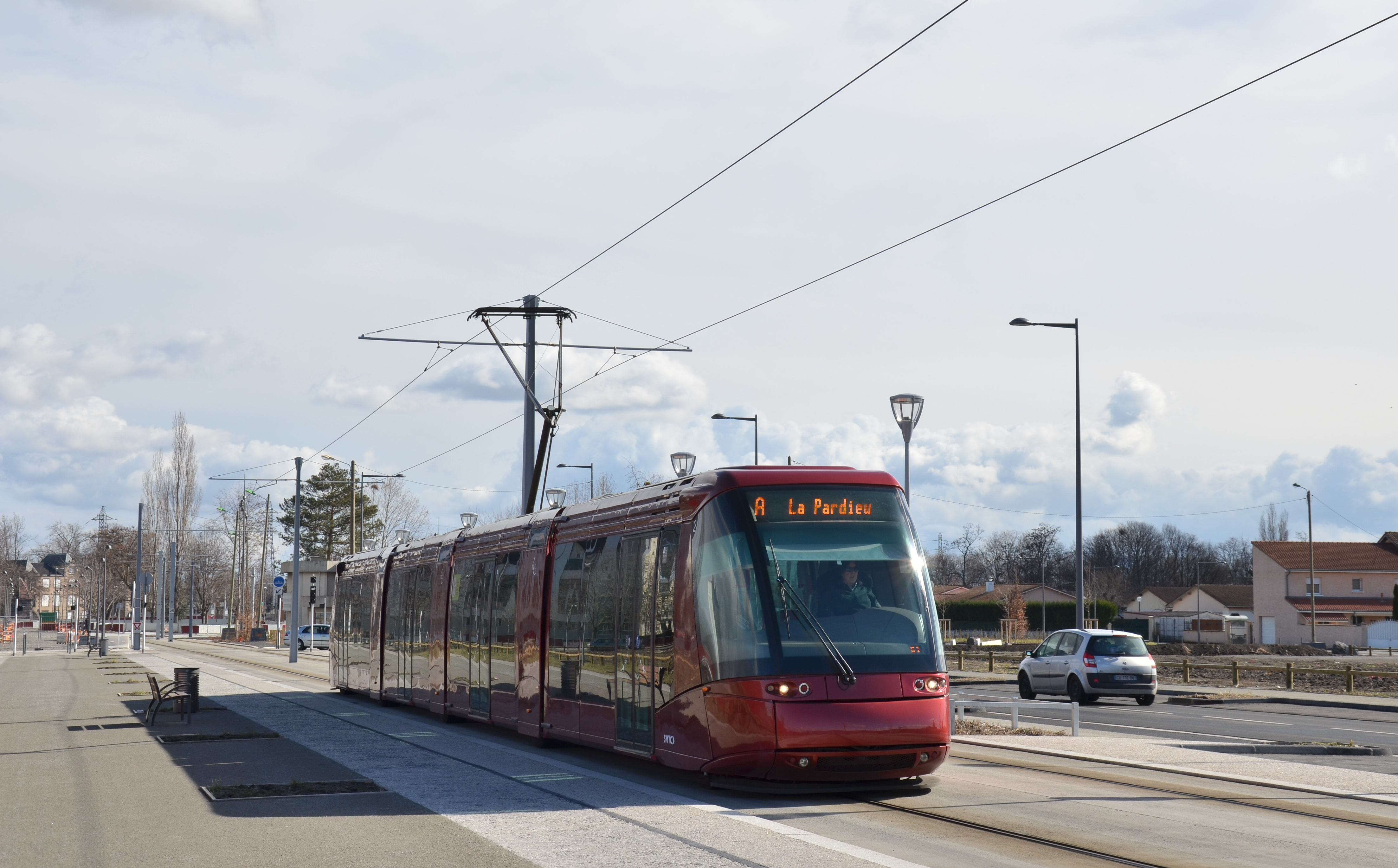
Un tramway TransLohr à Clermont-Ferrand.

Les deux modèles de TVR possèdent des génératrices diesel d'appoint leur permettant de se déplacer de façon autonome lorsqu'ils ne sont pas sous le réseau électrique. Le tramway peut donc se déplacer sur voie banale sans rail de guidage ni infrastructure d'alimentation électrique.
L'entreprise Lohr commercialisa à partir de 2006 un tramway sur pneu similaire à celui de Bombardier, à l'exception que celui-ci ne peut s'affranchir de rail, et est donc considéré comme un tramway uniquement. Le TransLohr possède donc une motorisation électrique et peut se décliner à des longueurs supérieures à 24 mètres.